# Opération Frühling
Ne doit pas être confondu avec Opération Frühlingserwachen ou Opération Frühlingswind.
L'opération Frühling, ou opération Printemps, est une opération militaire de la Wehrmacht contre les maquis de l'Ain et du Haut-Jura s'étant déroulée du 7 au 18 avril 1944.

## Histoire

### Prémices
Au début du mois d'avril, les renseignements obtenus indiquent qu'une nouvelle opération allemande de grande envergure se prépare. Cependant, dans le camp maquisard, la confiance est plus grande que précédemment, la neige est partie, les traces de pas ne sont plus visibles. Il devient également plus facile de se camoufler derrière les taillis qui ont des feuilles. Le redoux permet également d'envisager de dormir à l'extérieur, dans la forêt.

### Objectifs
L'opération débute le 7 avril 1944. Les régions visées sont le sud du département du Jura et le nord du département de l'Ain, dans le secteur d'Oyonnax. Les forces allemandes sont estimées à 4 000 soldats. Ils sont issus de la Sicherheitspolizei de Lyon et également de la 157e division de réserve basée à Grenoble, commandée par le général Karl Pflaum avec quatre bataillons de chasseurs de montagne, un bataillon de panzer grenadier, un bataillon de protection aérienne, une unité de gendarmerie de campagne, des compagnies de ravitaillement, de transport et de premier secours.

### Déroulement de l'opération
Rescapé de l'attaque de février, le lieutenant Paul de Vanssay se trouve à Oyonnax pour recevoir des instructions de son chef direct, Noël Perrotot. La réunion n'a finalement pas lieu, Noël Perrotot n'ayant pu s'y rendre, et au matin du 7 avril 1944 alors que la ville est investie par les Allemands, Paul de Vanssay accompagné d'un guide parviennent à s'en échapper. Il rejoint sa « maison de secours » de Buclaloup, bâtisse isolée dans la forêt de Champfrommier dans la combe d'Evuaz. La ferme de Buclaloup, exploitée par la famille Grenard qui aide les maquisards, sert de refuge aux rescapés de la ferme de Pré-carré incendiée en février 1944 sur le plateau d'Hotonnes. Paul de Vanssay en avait pris le commandement le 12 janvier 1944, remplaçant ainsi le fondateur de ce maquis, le lieutenant Jean-Pierre de Lassus Saint-Geniès. Celui-ci se mettait alors en route pour rejoindre le Vercors.[réf. souhaitée]
La stratégie des maquis ne change pas : ils refusent le combat et continuent les opérations de sabotage et de guérilla. Pour éviter une embuscade éventuelle et donc des pertes humaines importantes, les camps du groupement Nord, placés sous les ordres de Noël Perrotot, sont dispersés.
Pour contrer les avancées allemandes, les résistants de l'Ain ordonnent l'attaque des voies ferrées. Toutes les nuits, les maquisards interrompent le trafic ferroviaire. 
Une attaque a lieu au camp de Thol. Cette opération a pour but de faire diversion en faisant croire à l'État-major allemand que les maquis sont présents et en nombre sur l'ensemble du département de l'Ain, c'est-à-dire dans les régions du Bugey, de la Bresse et des Dombes alors que les effectifs ne sont concentrés que sur les montagnes du Bugey.